# طحين ميدة
المَيدة (بالأردية: مَيده) هو دقيق قمح أبيض منشؤه الهند. ويُطحن بدون تصفية نخالته أو تبييضه، وهو يُمثّل تقريباً الطحين الأبيض العادي. مصطلح المَيدة مصطلح شائع في جنوب الهند؛ والمصطلح المقابل له في شمال الهند هو سافد آتا، والتي تعني حرفيّا «الطحين الأبيض» ولكنّه بالرغم من ذلك فإنه توجد مناطق تُطلق عليه اسم المَيدة.
يُستعمل المَيدة على نطاق واسع لتحضير الوجبات السريعة، والمخبوزات كالمعجنات، والخبز، ومختلف أنواع الحلويات وأقراص الأخباز. مُعطياً بذلك العديد من الاستعمالات المختلفة له، ويُعنون أحياناً باسم «دقيق لجميع الاستعمالات» ويُسوّق له تحت هذا الاسم.

## الإنتاج
يُصنع المَيدة من الجزء الأبيض من سويداء البذرة. تُعزل فيه النخالة عن البذرة عن طريق تصفيته خلال عبوره عبر منخل مكوّن من 80 شبكة في الإنش. بالرغم من أن الدقيق أصفر اللون طبيعيّاً بسبب الصبغات المتواجدة في القمح، فإن المَيدة غالباً ما تُبيّض، إما طبيعيّاً عن طريق الأكسجين في الجو، أو بأي عدد من عوامل تبييض الطحين.

## الجدال
من الاعتقادات الشائعة حول دقيق المَيدة أنه يحتوي على مادة الأوكسان، وهي محظورة في الدول النامية للاستعمال في الطعام، ويُضاف للمنتج لتبييضه. ومادة الأوكسان هي ناتج أكسدة زانثوفيل، ليس هناك دليل على أثر الكميات من الأوكسان مُشكّلة بذلك مخاطر للصحة.

## الاستعمال
يُستعمل المَيدة على نطاق واسع في مطابق وسط آسيا وغربها. أقراص الخبز كالنان والتاندوري روتي تُصنع من دقيق المَيدة.